# 鈴谷 (さいたま市)
鈴谷（すずや）は、埼玉県さいたま市中央区の町名。現行行政地名は鈴谷一丁目から鈴谷九丁目。住居表示実施地区。郵便番号は338-0013。

## 地理
さいたま市中央区（旧与野市）の南部に位置する。南から北にかけてに一丁目から九丁目に分かれている。埼京線の開通後人口が増加し、住宅地が増えている。二丁目の南与野駅西口周辺は現在、南与野駅西口土地区画整理事業が行われており、街路の整備が終了次第、随時建物が建設されている。2023年度までの事業で現在の進捗率は57％である。区画整理により、高沼用水路が暗渠化され流路変更されている。また高沼用水路より東側は江戸時代前期までは鴻沼という沼で、干拓によって出現した新田である。北部の新田であった場所には大きな都市公園である与野中央公園が建設される予定である。

### 河川
- 鴻沼川
- 高沼用水路西縁

### 地価
住宅地の地価は2022年（令和4年）1月1日に公表された公示地価によれば鈴谷3-2-12の地点で28万2000円/m2となっている。

## 歴史
もとは江戸期より存在した武蔵国足立郡与野領に属する鈴谷村であった。鈴谷は鈴ヶ谷、古くは鈴幡とも称された。また、江戸初期は与野郷鈴谷村と称された。
- はじめは幕府領、正保年間（1645年〜1648年）頃より知行は旗本牧野氏、保々氏による相給となるが、後に牧野氏知行分は再び幕府領となる[5]。
- 幕末時点では足立郡鈴谷村であった。明治初年の『旧高旧領取調帳』の記載によると、代官大竹左馬太郎支配所が管轄する幕府領と、旗本保々左京の知行であった。妙行寺の寺領も存在した[7]。
- 1868年（慶応4年）6月19日 - 幕府領が武蔵知県事・山田政則（忍藩士）の管轄となる。
- 1869年（明治2年） 
  - 1月13日 - 武蔵知県事・宮原忠英の管轄区域に大宮県を設置、同県の管轄となる。県庁は東京府馬喰町に置かれる。
  - 9月29日 - 県庁が浦和に置かれ浦和県に改称。
  - 12月2日 - この日までに旗本領が上知され[8]、浦和県の管轄となる（府藩県三治制も参照）。
- 1871年（明治4年）11月13日 - 第1次府県統合により埼玉県の管轄となる。
- 1879年（明治12年）3月17日 - 郡区町村編制法により成立した北足立郡に属す。郡役所は浦和宿に設置。
- 1889年（明治22年）4月1日 - 町村制施行に伴い、北足立郡与野町・小村田村・下落合村・上落合村・中里村・大戸村・鈴谷村・上峰村・八王子村・円阿弥村が合併して与野町となる。与野町の大字鈴谷となる[5]。
- 1939年（昭和14年）5月 - 地内に鈴谷塵芥焼却場が竣工する。焼却能力は8000貫（約30トン）。1984年（昭和59年）11月まで使用される[9]。
- 1941年（昭和16年） - 大字鈴谷の一部を土合村へ編入[5]。
- 1958年（昭和33年）7月15日 - 与野町が市制施行し、与野市となる[10]。与野市の大字となる。
- 1962年（昭和37年） - 大字与野の一部を編入[5]。
- 1963年（昭和38年） - 大字与野の一部を編入[5]。
- 1988年（昭和63年）10月1日 - 住居表示が施され、鈴谷一丁目から九丁目が成立。これにより大字鈴谷は消滅。
- 2001年（平成13年）5月1日 - 与野市が、浦和市、大宮市と合併しさいたま市となり、さいたま市の町名となる。
- 2003年（平成15年）4月1日 - さいたま市が政令指定都市に移行しさいたま市中央区の町名となる。

## 世帯数と人口
2017年（平成29年）9月1日現在の世帯数と人口は以下の通りである。
| 丁目       | 世帯数    | 人口     |
| ---------- | --------- | -------- |
| 鈴谷一丁目 | 92世帯    | 166人    |
| 鈴谷二丁目 | 534世帯   | 994人    |
| 鈴谷三丁目 | 645世帯   | 1,246人  |
| 鈴谷四丁目 | 1,285世帯 | 2,845人  |
| 鈴谷五丁目 | 548世帯   | 1,057人  |
| 鈴谷六丁目 | 600世帯   | 1,418人  |
| 鈴谷七丁目 | 1,220世帯 | 2,823人  |
| 鈴谷八丁目 | 506世帯   | 984人    |
| 鈴谷九丁目 | 158世帯   | 237人    |
| 計         | 5,588世帯 | 11,770人 |

## 小・中学校の学区
市立小・中学校に通う場合、学区（校区）は以下の通りとなる。
| 丁目       | 番地       | 小学校                   | 中学校                   |
| ---------- | ---------- | ------------------------ | ------------------------ |
| 鈴谷一丁目 | 1〜509番地 | さいたま市立与野南小学校 | さいたま市立与野南中学校 |
| 鈴谷一丁目 | その他     | さいたま市立鈴谷小学校   | さいたま市立与野南中学校 |
| 鈴谷二丁目 | 全域       | さいたま市立鈴谷小学校   | さいたま市立与野南中学校 |
| 鈴谷三丁目 | 全域       | さいたま市立鈴谷小学校   | さいたま市立与野南中学校 |
| 鈴谷四丁目 | 全域       | さいたま市立鈴谷小学校   | さいたま市立与野南中学校 |
| 鈴谷五丁目 | 全域       | さいたま市立鈴谷小学校   | さいたま市立与野南中学校 |
| 鈴谷六丁目 | 全域       | さいたま市立鈴谷小学校   | さいたま市立与野西中学校 |
| 鈴谷七丁目 | 全域       | さいたま市立鈴谷小学校   | さいたま市立与野西中学校 |
| 鈴谷八丁目 | 全域       | さいたま市立鈴谷小学校   | さいたま市立与野西中学校 |
| 鈴谷九丁目 | 全域       | さいたま市立鈴谷小学校   | さいたま市立与野西中学校 |

## 交通

### 鉄道
- JR埼京線南与野駅

### 道路
- 国道463号（埼大通り）
- 埼玉県道165号（与野本町通り）
- たつみ通り[12]
- 里見通

## 地域

### 寺社・史跡
- 妙行寺

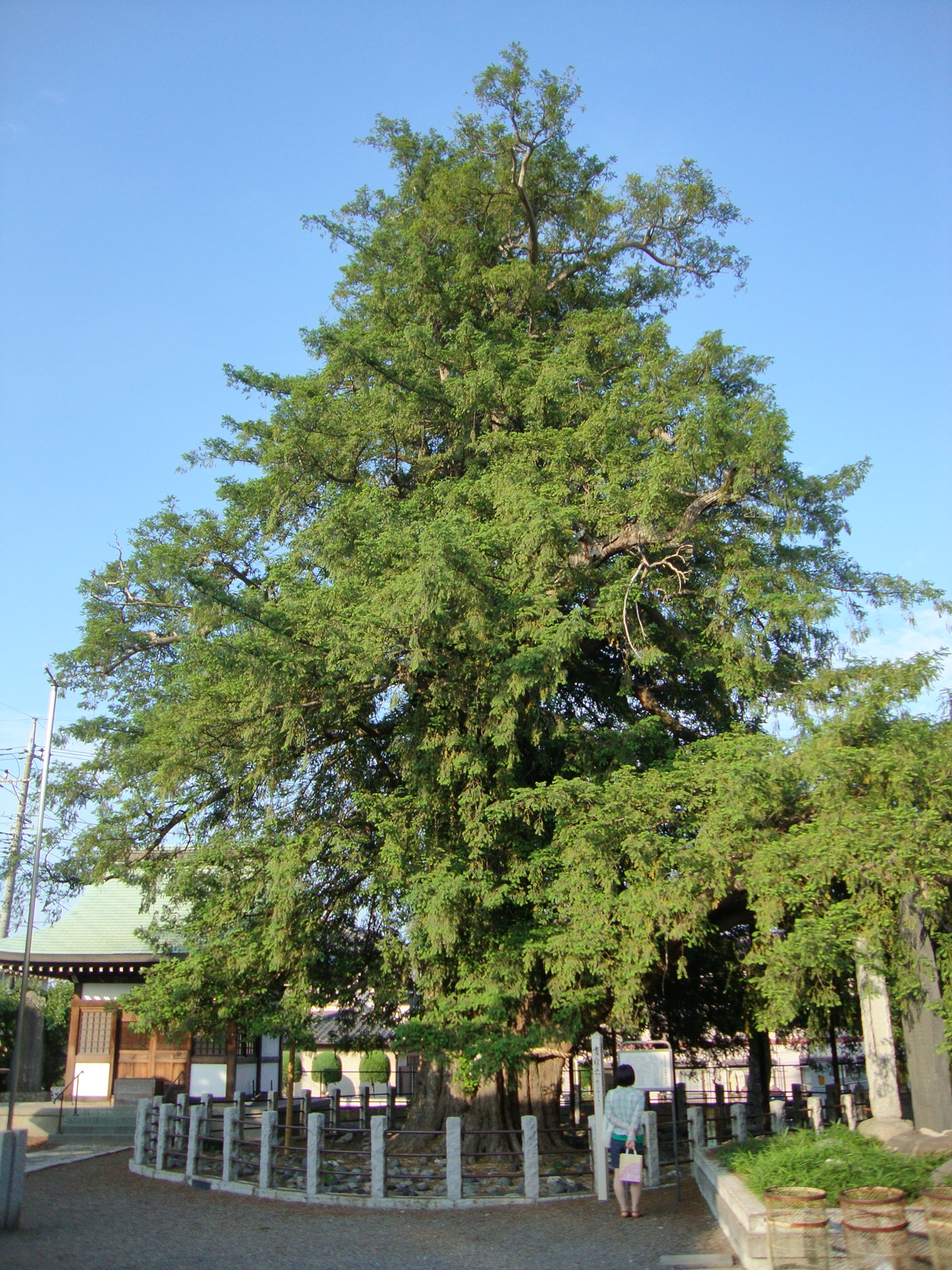
与野の大かや

  - 与野の大カヤ（国の天然記念物）[13]
  - 妙行寺のモクコク（県指定天然記念物）[14]
- 天神社
- 鈴谷大堂
- 鈴谷天神

### 公園･緑地
- 鈴谷東公園
- 鈴谷西公園
- 高沼児童遊園地
- 河童の森

### 施設
- さいたま市立鈴谷小学校
- さいたま市立与野西中学校
- さいたま市保健所
- さいたま市立与野南図書館
- 与野鈴谷郵便局
- さいたま市鈴谷公民館
- さいたま市立鈴谷西保育園
- 市立鈴谷東保育園
- 市立鈴谷西保育園
- 南よの虹保育園
- 茶々すずや保育園
- おひさま保育園
- リップル保育園
- みんなの広場